# Mark Webber (Politikwissenschaftler)
Mark Webber (* 18. April 1964) ist ein britischer Politikwissenschaftler, der als Professor am Department of Political Science and International Studies der University of Birmingham forscht und lehrt. Sein inhaltlicher Schwerpunkt sind die Internationalen Beziehungen. Er amtierte von 2018 bis 2020 als Vorsitzender der British International Studies Association (BISA).
Webber machte seinen Bachelor-Abschluss an der University of Warwick und das Master-Examen an der University of Birmingham, wo er auch zum Ph.D. promoviert wurde. Bevor er 2011 an die University of Birmingham kam, war er Professor an der Loughborough University.
Anfangs forschte er zu russischen Außenpolitik. Sein derzeitiger Forschungsschwerpunkt liegt auf der Politik der NATO und der europäischen Erweiterung.

## Schriften (Auswahl)

### Monographien
- Mit James Sperling and Martin A. Smith: What's wrong with NATO and how to fix it. Polity, Melford/Cambridge 2021, ISBN 978-0-7456-8261-7.
- Mit Michael Smith: Foreign policy in a transformed world. Prentice Hall, Harlow 2002, ISBN 0-13-908757-5.
- The international politics of Russia and the successor states. Manchester University Press, Manchester/New York 1996, ISBN 0-7190-3960-6.

### Herausgeberschaften
- Mit Adrian Hyde-Price: Theorising NATO. New perspectives on the Atlantic Alliance. Routledge/Taylor & Francis Group, London/New York 2016, ISBN 978-0-415-68899-4.
- Russia and Europe. Conflict or cooperation? St. Martin’s Press, New York 2000, ISBN 0-312-23489-9.